# TGV Euroduplex
El TGV Euroduplex, también denominado TGV 2N2, es una nueva versión de tren de alta velocidad de la serie TGV. Sucede al TGV Dasye. Actualmente la mayor parte de la serie se encuentra en construcción en Belfort y La Rochelle.

## Cambios sobre la generación precedente
Sobre la serie TGV Dasye existen los siguientes cambios:
- Gálibo UIC que permite un mejor confort en la sala superior
- Cristales de seguridad en mayor número
- Sistema de información al viajero interior con anuncios por megafonía
- Sistema de información al viajero exterior con pantallas que indican los datos del tren
- Control compleo de ejes calientes
- Control automático del comportamiento de cada eje
- Mejor accesibilidad para las personas de movilidad reducida[5]

## Encargo
La SNCF encargó 55 composiciones 2N2 como una modificación de un contrato por TGV Dasye. Estas composiciones se distribuyen de la siguiente manera:
- 30 composiciones tritensión aptas para circular en Francia, Alemania, Suiza y Luxemburgo, a entregar entre 2011 y 2014.
- 10 composiciones tritensión aptas para circular entre Francia y España, a entregar en 2014.
- 15 composiciones tritensión aptas para circular solamente en Francia, a entregar en 2014.

Existe una opción de compra por otras 40 composiciones.